# WABG-TV
WABG-TV는 미국 ABC 소속의 지역방송이다. 채널번호는 디지털 기준으로 32번인데 부채널은 ABC가 6.1번, 폭스 방송이 6.2번이다. 미국 미시시피주 그린우드와 그린빌 지역 소속이다.

## 연혁
개국 당시에는 CBS 소속이었다. 그 때 미시시피 주의 ABC 소속 방송은 WJTV였다. 그러나 1979년에 ABC에 넘겼다. 2006년 폭스 방송이 들어오면서 두 개의 채널을 갖는 방송국이 되었다.

## 뉴스 제목
- WABG-TV News (1959-1963)
- The Delta Report (1963-1965)
- TV-6 News (1965-1970)
- Newscope 6 (1970-1974)
- Action News (1974-1979)
- Channel 6 NewsCenter (1979-1983)
- Channel 6 News (1983-1986)
- NewsCenter 6 (1986-1994)
- NewsWatch 6 (1994-1997)
- 6 Eyewitness News (1997-2000)
- WABG-TV 6 News (2000-2004)
- ABC 6 News (2004-현재)